# Assiniboia (ancienne circonscription fédérale)
Pour les articles homonymes, voir Assiniboia.
Assiniboia fut une circonscription électorale fédérale de la Saskatchewan, représentée de 1908 à 1988.
La circonscription d'Assiniboia a été créée en 1907 après que la Saskatchewan entra dans la Confédération canadienne. Elle a été créée avec des territoires appartenant aux anciennes circonscriptions d'Assiniboia-Est et de Qu'Appelle. Abolie en 1987, elle fut redistribuée parmi Moose Jaw—Lake Centre, Regina—Qu'Appelle, Regina—Wascana, Souris—Moose Mountain et Swift Current—Maple Creek—Assiniboia.

## Géographie
En 1907, la circonscription d'Assiniboia comprenait:
- La partie sud-est de la Saskatchewan bornée par la frontière interprovinciale avec le Manitoba

## Députés
1. 1908-1918 — John Gillanders Turriff, CON
2. 1919-1925 — Oliver Robert Gourd, Travailliste et PPC
3. 1925-1935 — Robert McKenzie, PLC
4. 1936-1940 — James Garfield Gardiner, PLC
5. 1940-1945 — Jesse Pickard Tripp, PLC
6. 1945-1949 — Edward George McCullough, CCF
7. 1949-1963 — Hazen Argue, PLC
8. 1963-1968 — Lawrence E. Watson, PC
9. 1968-1971 — Albert B. Douglas, PLC
10. 1971-1974 — Bill Knight, NPD
11. 1974-1979 — Ralph Goodale, PLC
12. 1979-1988 — Len Gustafson, PC

- CCF = Co-Operative Commonwealth Federation
- CON = Parti conservateur du Canada (ancien)
- NPD = Nouveau Parti démocratique
- PC = Parti progressiste-conservateur
- PLC = Parti libéral du Canada
- PPC = Parti progressiste du Canada